# Khūjomlī
Khūjomlī (persiska: خوجُملی, خُجُم بَردئ اَقدَسی) är en ort i Iran.   Den ligger i provinsen Golestan, i den norra delen av landet, 400 km nordost om huvudstaden Teheran. Khūjomlī ligger 36 meter över havet och antalet invånare är 353.
Terrängen runt Khūjomlī är platt.Runt Khūjomlī är det ganska tätbefolkat, med 65 invånare per kvadratkilometer. Närmaste större samhälle är Gonbad-e Kāvūs, 3,5 km nordost om Khūjomlī. Trakten runt Khūjomlī består till största delen av jordbruksmark.